# Miyavi
Мияви (яп. 雅-MIYAVI- Мияби, также Miyavi, 382, MYV; род. 14 сентября 1981 г.) — японский певец, актёр, продюсер, автор песен. Настоящее имя — Такамаса Исихара (яп. 石原貴雅).

## Биография

### Ранние годы
Мияви родился 14 сентября 1981 года в Осаке. Его мать — японка, отец — наполовину кореец. После развода родителей, когда Мияви был маленьким, он переехал с матерью к её родственникам. По словам Мияви, он хорошо учился и серьёзно увлекался футболом, играя в команде «Сересо Осака». После травмы ноги в 15 лет Мияви учился играть на гитаре, делая с друзьями каверы на песни Рэя Чарльза, и решил стать профессиональным музыкантом.

### 1999—2003: Dué le Quartz и начало сольной карьеры

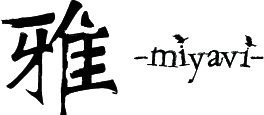
Логотип Мияви

Мияви в 17 лет отправился в Токио, где присоединился к группе «Dué le Quartz» под псевдонимом Miyabi. Он не только играл на гитаре, но также сочинял песни. Когда группа в 2002 году распалась, он начал сольную карьеру под псевдонимом Miyavi (хотя кандзи по-прежнему остался  (яп. 雅 мияби, изящество, стиль). Мияви заключил контракт с независимым лейблом звукозаписи «PS Company» и 31 октября выпустил дебютный студийный альбом «Gagaku». До конца года он выпустил ещё три песни: «Shindemo Boogie-Woogie», «Pop is dead» и «Jingle Bell», из которых лишь последний вошёл в топ-40 чарта Oricon. Мияви также снялся вместе со своей бывшей группой Sakito в фильме «Ryomano Tsumato Sono Ottoto Aijin».
23 апреля свой первый сольный концерт отыграл в Государственном зале Сибуя. Тогда же были выпущены три сингла: «Jibun Kakumei», «Tariraritarara», и «Coo quack cluck -Ku. Ku. Ru-», которые достигли в рейтинге Oricon сороковое, тридцатое и сорок второе места соответственно. 2 декабря, выпустил свой второй студийный альбом, Galyuu; он достиг сорок четвёртой строчки.

### 2004—2006: Major-статус. MYV. Поп-эра
В 2004 году он снялся в роли самого себя в фильме «Oresama». В феврале он отправился в свой первый сольный тур Tokyo Dassou, а в июле объявил о туре в Корею и Тайвань. В то же время выпустил свой седьмой сингл, «Ashita, Genki Ni Naare», занявший 22 место в чарте и 1 место в чарте инди-музыки.
В октябре 2004 года Мияви подписал контракт с Universal Music Group, но при этом продолжает работать с PS Company. Первым его синглом стал Rock no gyakushuu — super star no jouken — / 21 seikigata koushinkyoku (яп. Rockの逆襲-Super Starの条件-'/'21　世紀型行進曲 Рокку но гякусю — супа ста но дзёкэн / ни дзю ити сэйкигата косинкёку, «Ответный удар рока — требования к суперзвезде — марш XXI века»), который вошёл в десятку лучших песен. Своё имя он сокращает до MYV, хотя всё равно остаётся для всех Мияви.
В мае 2005 года вышел новый сингл «Freedom Fighters — Icecream wo Motta Hadashi no Megami to, Kikanjuu wo Motta Hadaka no Ousama», занявший десятую строчку чарта, а в июне — новый альбом Miyavism. В декабре Мияви принял участие в Peace & Smile Carnival, организованном PS Company.
После выхода альбома Мияви всерьёз увлёкся звучанием акустической гитары, и записал альбомы «MYV Pops» (2 августа), «Miyaviuta -Dokusou-» (13 сентября), занявшие 15 и 25 места чарта.
Свои умения в обращении с акустической гитарой Мияви продемонстрировал на серии концертов, посвящённых его 25-летию — 25 Shuunen Kinen Koen Tokyo Geijutsu Gekijo 5 Days ~Dokusou~. На следующие 6 месяцев Мияви изучал английский язык, посещал танцевальные классы в Лос-Анджелесе, а по выходным на Венецианском пляже давал уличные представления.

### 2007—2008: Neo Visualizm. S.K.I.N. Мировой тур

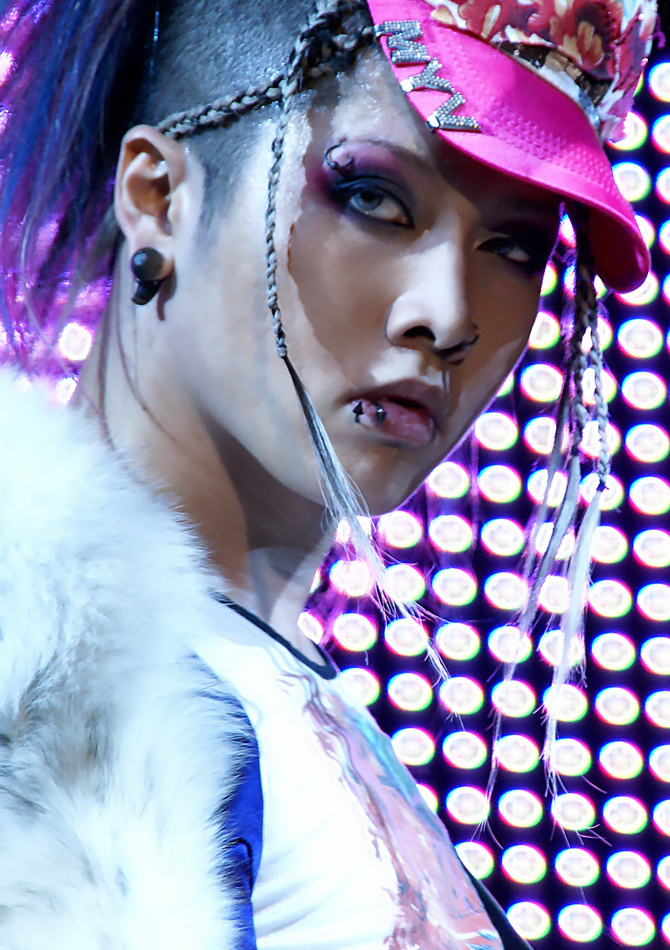
Мияви в Сан-Паулу (Бразилия) в 2007 году.

17 февраля Мияви был приглашён танцором брейка Mr. Freeze для выступления с местным диджеем на своём первом сольном концерте в США в гостинично-развлекательном комплексе Лас-Вегаса «MGM Grand». 25 мая на концерте JRock Revolution, организованном Ёсики Хаяси, было объявлено о присоединении Мияви к музыкальной группе S.K.I.N.. 29 июня они выступили со своим дебютным концертом на Anime Expo в Калифорнии.
В июне Мияви выпустил в Японии свою сольную песню «Sakihokoru Hana no you ni -Neo Visualizm-/Kabuki Danshi», занявшую 12 место чарта. Он продолжал выступать с концертами по стране, в Южной Корее, Германии. В конце года вышел новый релиз «Subarashikikana, kono sekai — What A Wonderful World». Сразу после него, в начале 2008 года, вышел сингл «Hi no hikari sae todokanai kono basho de», в котором Сугидзо подыграл Мияви на гитаре.
Почти сразу после выхода «This Iz the Japanese Kabuki Rock» Мияви объявил о мировом турне. Это был наиболее успешный мировой тур в истории японских музыкантов.

### 2009—2011: Основание J-Glam Inc.
3 января 2009 года по случаю празднования десятилетия PS Company Мияви принял участие в праздничном шоу вместе с другими группами, подписанными на PSC: alice nine., the GazettE, Kra, Kagrra, SuG, SCREW. 5 апреля Мияви покинул PS Company по истечении срока действия контракта и 8 апреля основал собственную компанию J-Glam inc. 22 апреля вышел его сборник « Victory Road to the King of Neo Visual Rock» с главными хитами. 1 июня на его канале Myspace вышел новый сингл «Super Hero». В сентябре открылся его первый фан-клуб.
19 сентября Мияви начал новый мировой тур «Neo Tokyo Samurai Black 2009/2010» в Москве. Он дал 17 концертов в Европе, посетив впервые Австрию, Венгрию и Италию. Тур продолжился в Южной Америке: Бразилия, Аргентина, Чили, Мексика. Концерты в США отменили из-за плохого состояния здоровья артиста. Однако Мияви вернулся в ноябре для выступления на Anime Matsuri в Техасе. 31 декабря певец подписал новый контракт с EMI Music Japan. 10 марта 2010 вышел его первый сингл в сотрудничестве с компанией «Survive». 28 марта мировое турне продолжилось, в июне-июле прошло в США и Канаде, а в октябре впервые в Австралии. 13 октября вышел его пятый студийный альбом «What’s My Name?». Под тем же названием в марте 2011 года Мияви отправился в новое мировое турне, стартовавшее в Бельгии.
В мае 2011 года вышел его живой альбом « Live in London 2011», записанный во время лондонского выступления в марте.

### 2012—2014: актёрская карьера

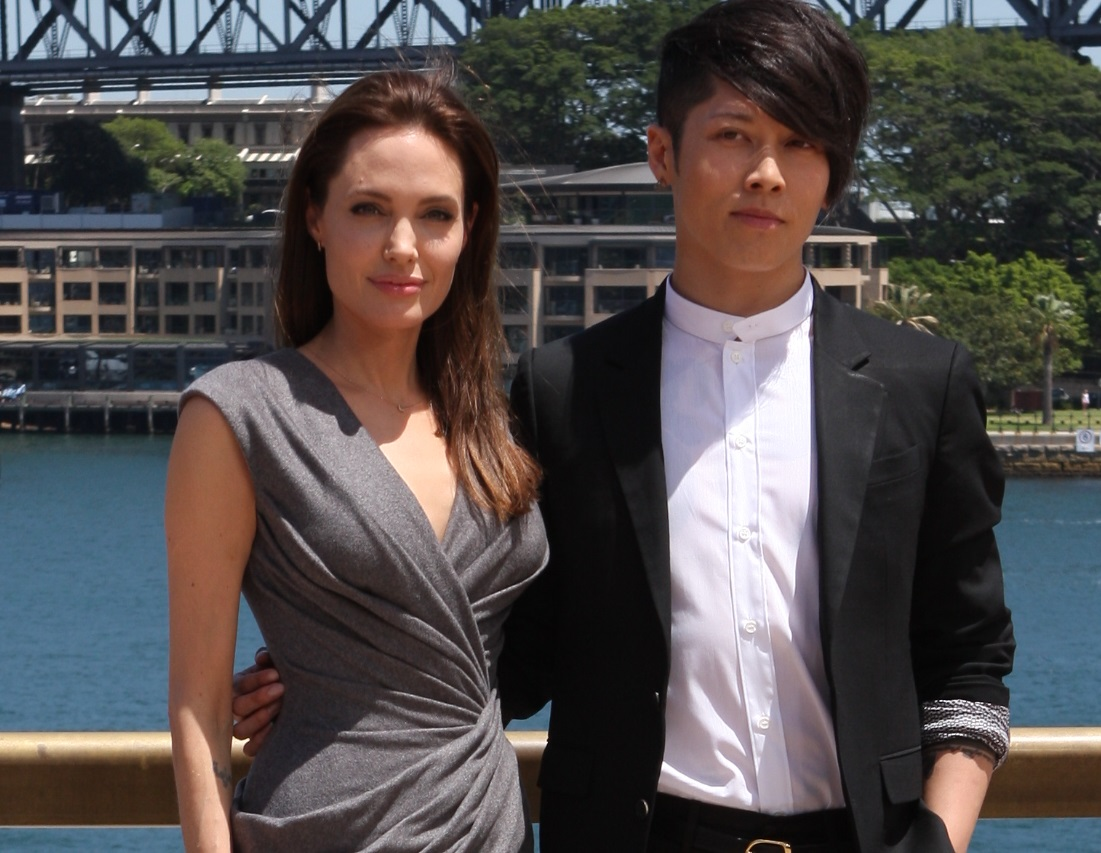
Мияви и Анджелина Джоли в 2014 году.

19 февраля 2012 года Мияви выступил на втором концерте EMI Rocks в Сайтама Супер Арена. 29 июня выступал на EHZ Festival в Элете, Франция. В августе Мияви выступал на Kubana Festival в Краснодарском крае. В октябре прошло два концерта в Индонезии. 14 ноября вышел второй мини-альбом «Samurai Sessions vol.1» с совместными песнями с разными артистами.
19 июня 2013 года в Японии вышел очередной альбом под названием «Miyavi» — наиболее продаваемый из предыдущих.
12 октября 2013 года стало известно об участии Мияви в фильме Анджелины Джоли. «Несломленный», где он исполнил роль сержанта японской императорской армии Мицухиро Ватанабэ, по прозвищу «Птица». Фильм вышел в декабре 2014 года. Понимая чувствительность японцев к данной исторической теме, Мияви колебался, раздумывая над ролью. Однако после общения с Джоли, поняв, что в основе фильма лежит идея прощения, Мияви согласился участвовать. В этот же период Мияви появился на страницах итальянского Vogue.
В 2013 году Мияви был номинирован на премию MTV Europe Music Award как лучший японский исполнитель. В 2014 году клип на песню «Horizon» оказался номинирован MTV на премию Best Male Video в Японии. В этом же году Мияви отправился в очередное мировое турне «Slap the World», стартовавшее 22 февраля в Малайзии. Для группы SMAPМияви сочинил музыку на песню «Top Of The World», занявшую верхнюю позицию чарта Oricon. 9 сентября Мияви выпустил сингл и клип «Real?» совместно с Джимми Джемом и Терри Льюисом и Джеффом Блу.

### 2015-настоящее время:The Others,Fire Bird

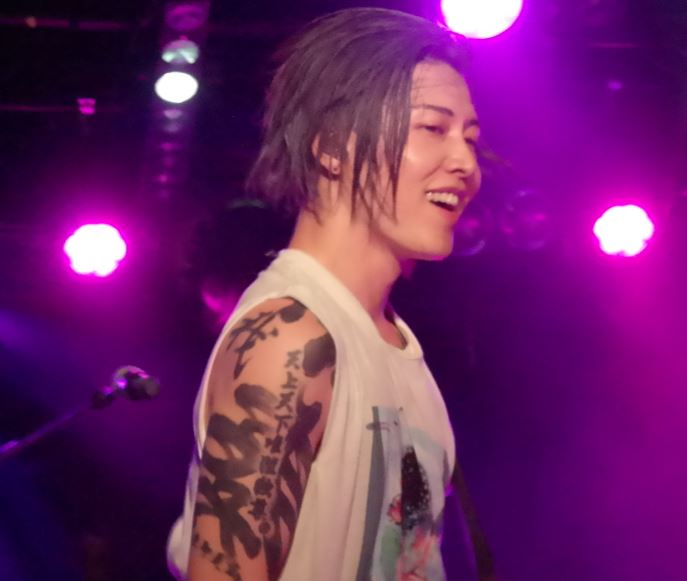
Мияви в 2017 году в Будапеште. во время тура Firebird Tour.

15 апреля 2015 года вышел новый альбом «The Others» производства Грэмми. Он был отмечен Drew Ramsey и Shannon Sanders. Песня «Alien Girl» посвящена Анджелине Джоли, а заглавная песня — УВКБ. Альбом занял 10 строчку Oricon и стал поводом к музыкальным турам по стране и миру.
Следующий альбом «Fire Bird» вышел 31 августа 2016 года. Мияви отправился в новый национальный тур MIYAVI Japan Tour 2016 «NEW BEAT, NEW FUTURE».
В 2017 году Мияви исполнил роль камео в фильме «Конг: Остров черепа». В феврале певец дал концерты в Европе и Америке в рамках Asia On Tour. Сольный тур Fire Bird World Tour стартовал 29 февраля в Сеуле и закончился 10 мая в Берлине. 29 марта вышел сингл «Live to Die Another Day», ставший темой к фильму «Клинок Бессмертного».
Отмечая свои 15 лет на сцене Мияви дал концерты MIYAVI 15th Anniversary Live «NEO TOKYO 15», начавшиеся 21 мая. 5 апреля состоялся релиз сборника «All Time Best: Day 2».
В фильме «Блич» 2018 года исполнил роль Бякуя Кучики.
В 2021 году  MIYAVI в сотрудничестве с американской инди-рок-группой PVRIS и Riot Games Music выпустил сингл "Snakes" , который стал частью официального саундтрека к сериалу Arcane .

## Семья
14 марта 2009 года Мияви женился на японско-американской певице Melody. 29 июля 2009 года у пары родилась дочь Lovelie (Lovelie Miyavi Ishihara), а 21 октября 2010 года вторая дочь — Jewelie (Jewelie Aoi Ishihara). На 2016 год семья проживает в Лос-Анджелесе, куда переехала в 2014 году во время съёмок фильма «Несломленный». Их третий ребенок родился 25 февраля 2021 года, в день рождения Melody. Мальчика назвали Skyler. Став отцом, Мияви начал придерживаться более сдержанного сценического образа.

## Дискография
Альбомы
- Gagaku (31 октября 2002)
- Galyuu (2 декабря 2003)
- Miyavizm (1 июня 2005)
- MYV Pops (2 августа 2006)

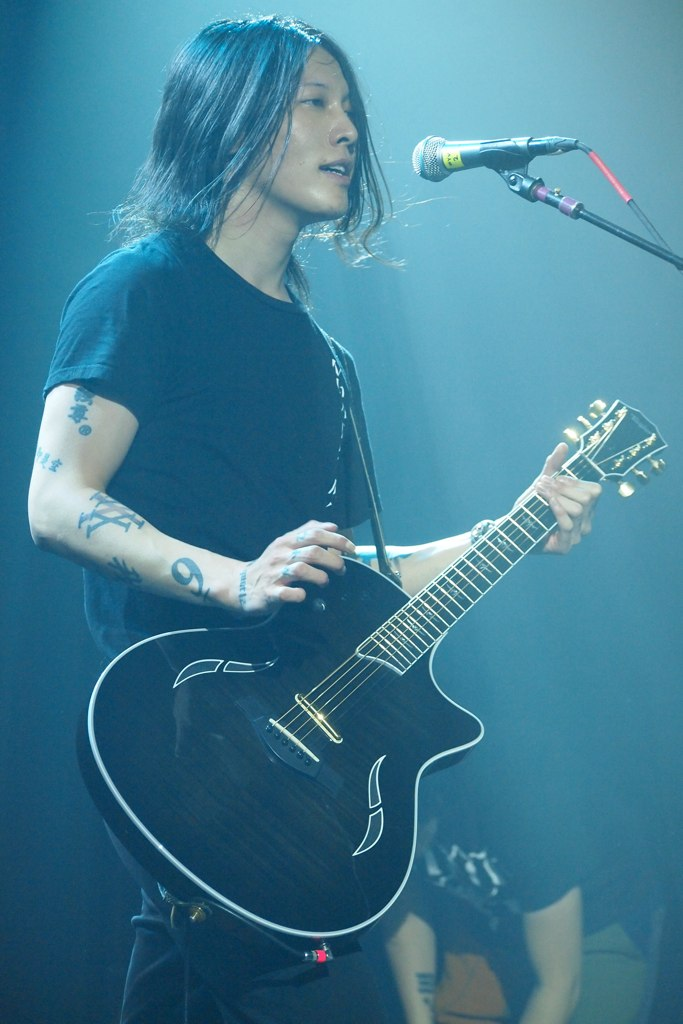
Мияви 31 октября 2011 года в Нью-Йорке.

- Miyaviuta ~Dokusou~ (13 сентября 2006)
- This Iz the Japanese Kabuki Rock (19 март, 2008)
- What’s My Name (13 октября 2010)
- Live in London 2011 (2 мая 2011)
- Miyavi (19 июня 2013)
- The Others (15 апреля 2015)
- Fire Bird (31 августа 2016)
- Samurai Sessions, Vol. 2 (8 ноября 2017)
- Samurai Sessions, Vol. 3: Worlds Collide (5 декабря 2018)
- No Sleep Till Tokyo (24 июля 2019)
- Holy Nights (2020)
- Imaginary (2021)

Мини-альбомы
- 7 Samurai Sessions -We’re Kavki Boiz- (18 июля 2007)
- Room No. 382 (диск с ремиксами Тедди Лойда, 24 декабря 2007)

Компиляции
- Azn Pride -This Iz the Japanese Kabuki Rock- (27 ноября 2008)
- Victory Road to the King of Neo Visual Rock (22 апреля 2009)
- Fan’s Best (24 марта 2010)

Синглы
- «Shindemo Boogie-Woogie» (30 ноября 2002)
- «Pop Is Dead» (30 ноября 2002)
- «Jingle Bell» (18 декабря 2003)
- «Jibun Kakumei −2003-» (16 апреля 2003)
- «Tariraritarara» (25 июня 2003)
- «Coo quack cluck -Ku. Ku. Ru-» (3 сентября 2003)
- «Ashita, Genki ni Naare» (23 июня 2004)
- «Rock no Gyakushuu -Super Star no Jouken-»/«21 Seikigata Koushinkyoku» (20 октября 2004)
- «Freedom Fighters -Icecream wo Motta Hadashi no Megami to, Kikanjuu wo Motta Hadaka no Ousama-» (4 мая 2005)
- «Kekkonshiki no Uta ~Kisetsu Hazure no Wedding March~»/«Are You Ready to Rock?» (12 октября 2005)
- «Senor Senora Senorita»/«Gigpig Boogie» (18 января 2006)
- «Dear My Friend»/«Itoshii Hito» (12 апреля 2006)
- «Kimi ni Negai Wo» (5 июля 2006)
- «Sakihokoru Hana no You Ni -Neo Visualizm-»/«Kabuki Boiz» (20 июня 2007)
- «Subarashikikana, Kono Sekai -What a Wonderful World-» (14 ноября 2007)
- «Hi no Hikari Sae Todokanai Kono Basho De» (16 января 2008)
- «Super Hero» (5 июля 2009)
- «Survive» (10 марта 2010)
- «Torture» (15 сентября 2010)
- «Strong» (5 октября 2011)
- «Day 1» (11 июля 2012)
- «Ahead of the Light» (20 февраля 2013)
- «Horizon» (27 июня 2013)
- «Secret» (28 июня 2013)
- «Real?» (10 сентября 2014)
- «Snakes» (riot games и PVRIS для сериала ARCANE) (19 ноября 2021)

DVD
- Gekokujou (концерт, 23 июля 2003)
- Oresama (фильм, 25 февраля 2004)
- Hitorigei (компилляция видеоклипов, 21 августа 2004)
- Indies Last Live in Nihon Budokan (концерт, 1 декабря 2004)
- Noriko no Ichi (документальный фильм, 12 января 2005)
- Hitorigei 2 (компилляция видеоклипов, 7 декабря 2005)
- Hitorigei 3 (компилляция видеоклипов, 20 декабря 2006)
- 25 Shunen Kinen Koen Tokyo Geijutsu Gekijo 5 Days -Dokuso- (концерт, 2 мая 2007)
- Official Bootleg Live at Shinkiba Coast (концерт, 7 мая 2008)
- The Beginning of Neo Visualizm Tour 2007 (концерт, 7 мая 2008)
- This Iz The Original Samurai Style (компилляция видеоклипов, 24 декабря 2008)
- Neo Tokyo Samurai Black World Tour vol.1 (документальный фильм, 24 марта 2010)

VHS
- Shibuya Kokadi (концерт)

## Фильмография
- 2002 — Ryomano Tsumato Sono Ottoto Aijin (яп. 竜馬の妻とその夫と愛人), камео.
- 2003 — Oresama (яп. おれさま Великий Я), роль себя.
- 2014 — Несломленный (англ. Unbroken), Мацухиро Ватанабэ.
- 2017 — Конг: Остров черепа (англ. Kong: Skull Island), Гумпэй Икари.
- 2017 — Stray, Джин[78].
- 2018 — Блич, Бякуя Кучики.
- 2018 — Gangoose (яп. ギャングース), Адати
- 2019 — Сирота (англ. Stray), Дзин
- 2019 — Малефисента: Владычица тьмы (англ. Maleficent: Mistress of Evil), Удо
- 2021 — Кейт (англ. Kate), Джоджима
- 2022 — Адские псы (англ. Hell Dogs), Yoshitaka Toake
- 2023 — Семья (яп. ファミリア), Kaito Enomoto

### Официальные ссылки
- Официальный сайт  (яп.)
- Страница Miyavi на сайте лейбла Universal Records  (яп.)
- Блог Kavki Boiz  (яп.)
- Информация о 雅-MIYAVI- на musicJAPANplus
- Все статьи о 雅-MIYAVI- на musicJAPANplus

### Русскоязычные сайты
- Miyavism  (рус.)